# Esther Bubley

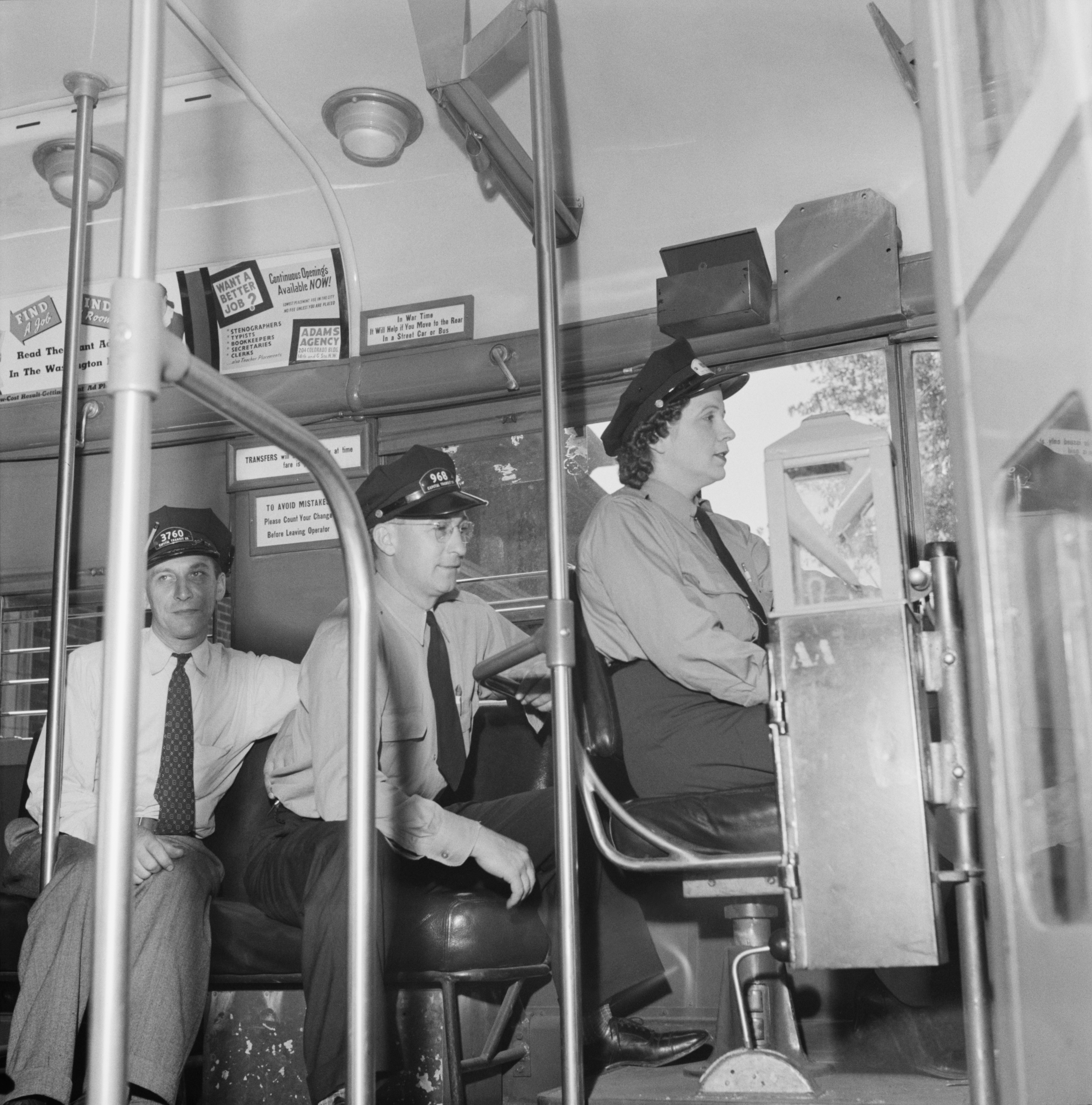
An instructor of the Capital transit company..., Fotografie einer Busfahrerin, während des Zweiten Weltkriegs; ein Beruf der vor dem Kriegseintritt der USA üblicherweise von Männern ausgeübt wurde, Esther Bubley, Juni 1943.

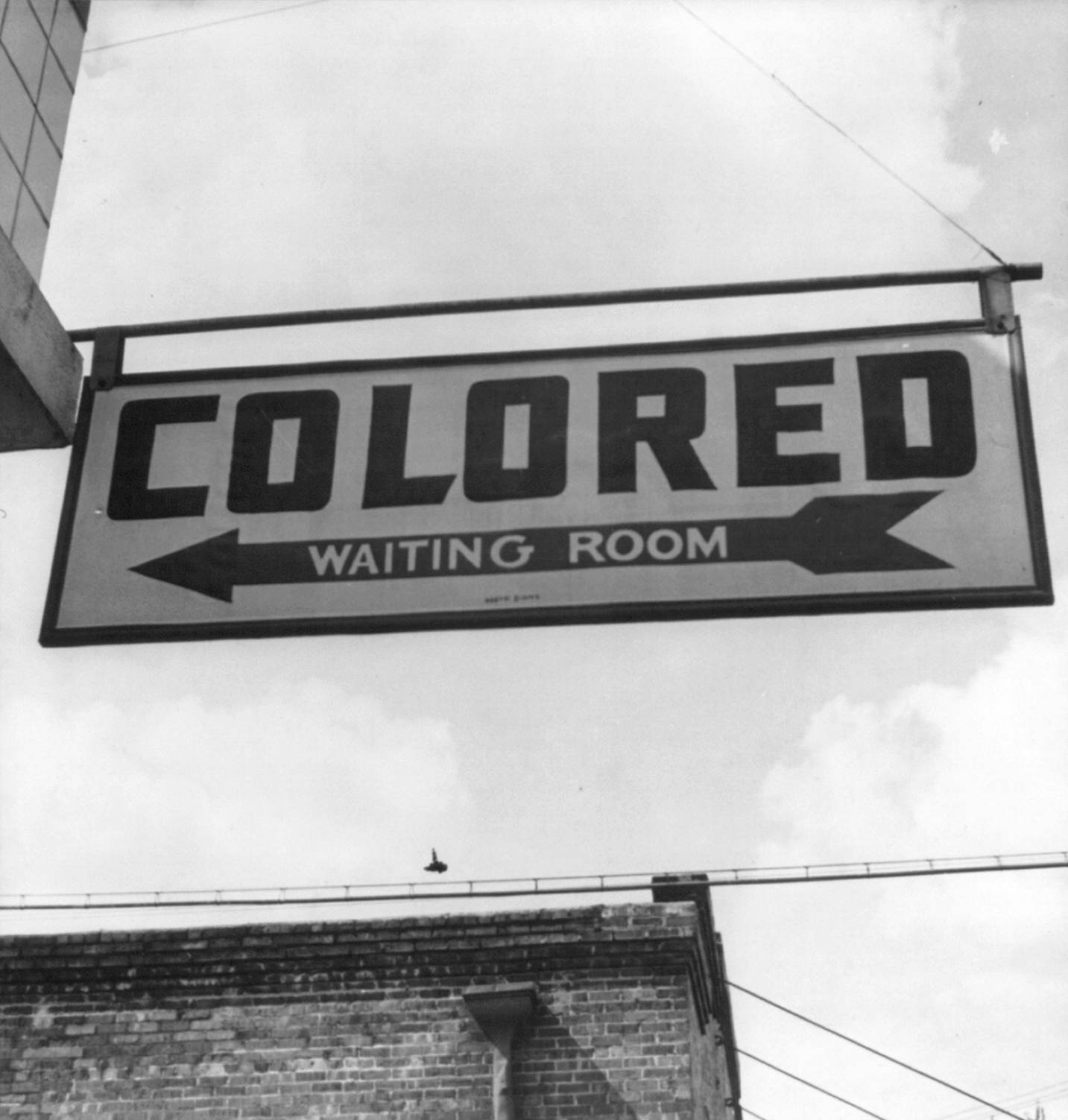
Esther Bubley: Cedule Colored Waiting Room, Ein Warteraum am Busbahnhof, 1943

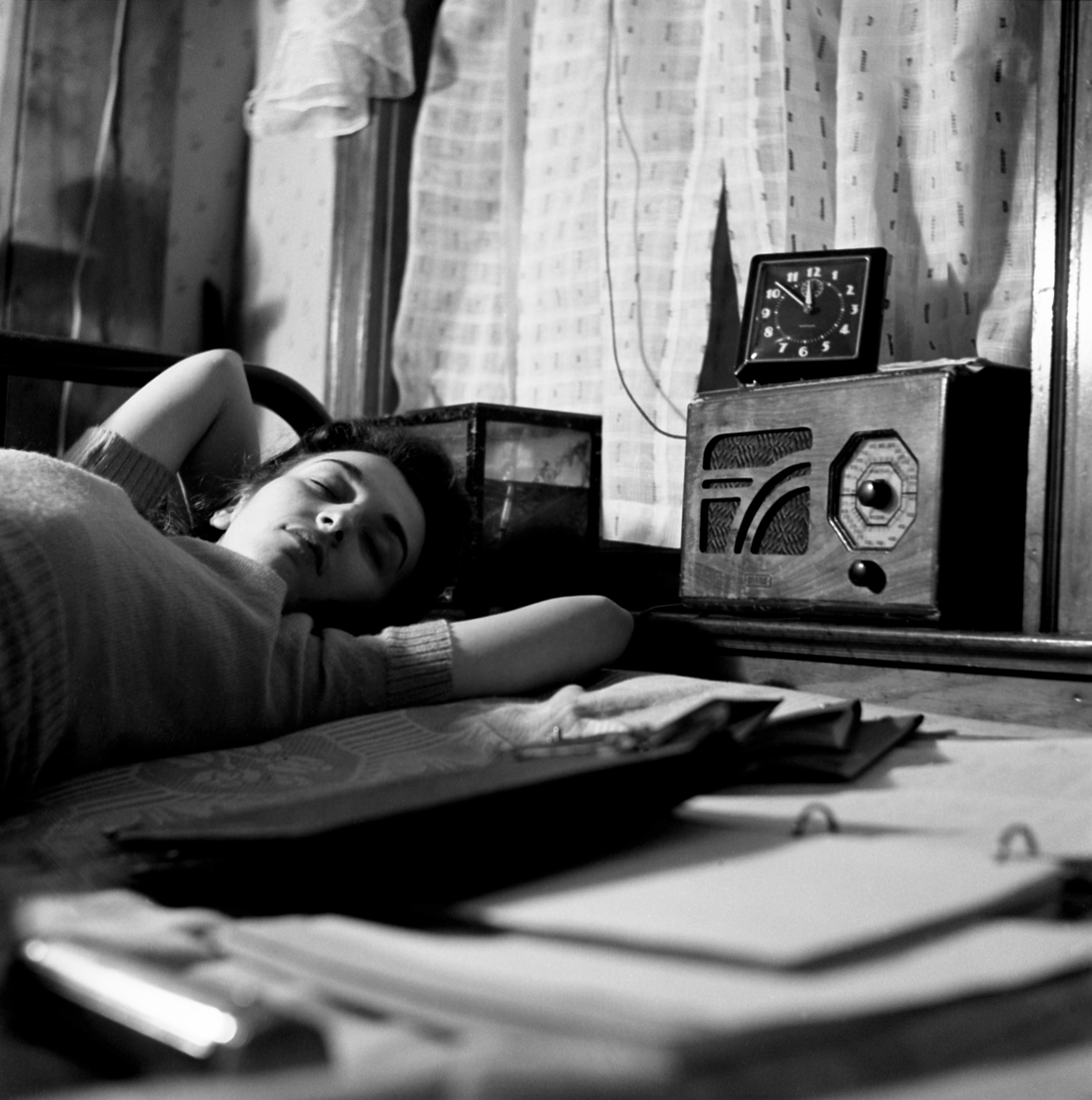
Esther Bubley: Frau, die auf dem Bett im Haus Radio hört, Washington DC, 1943

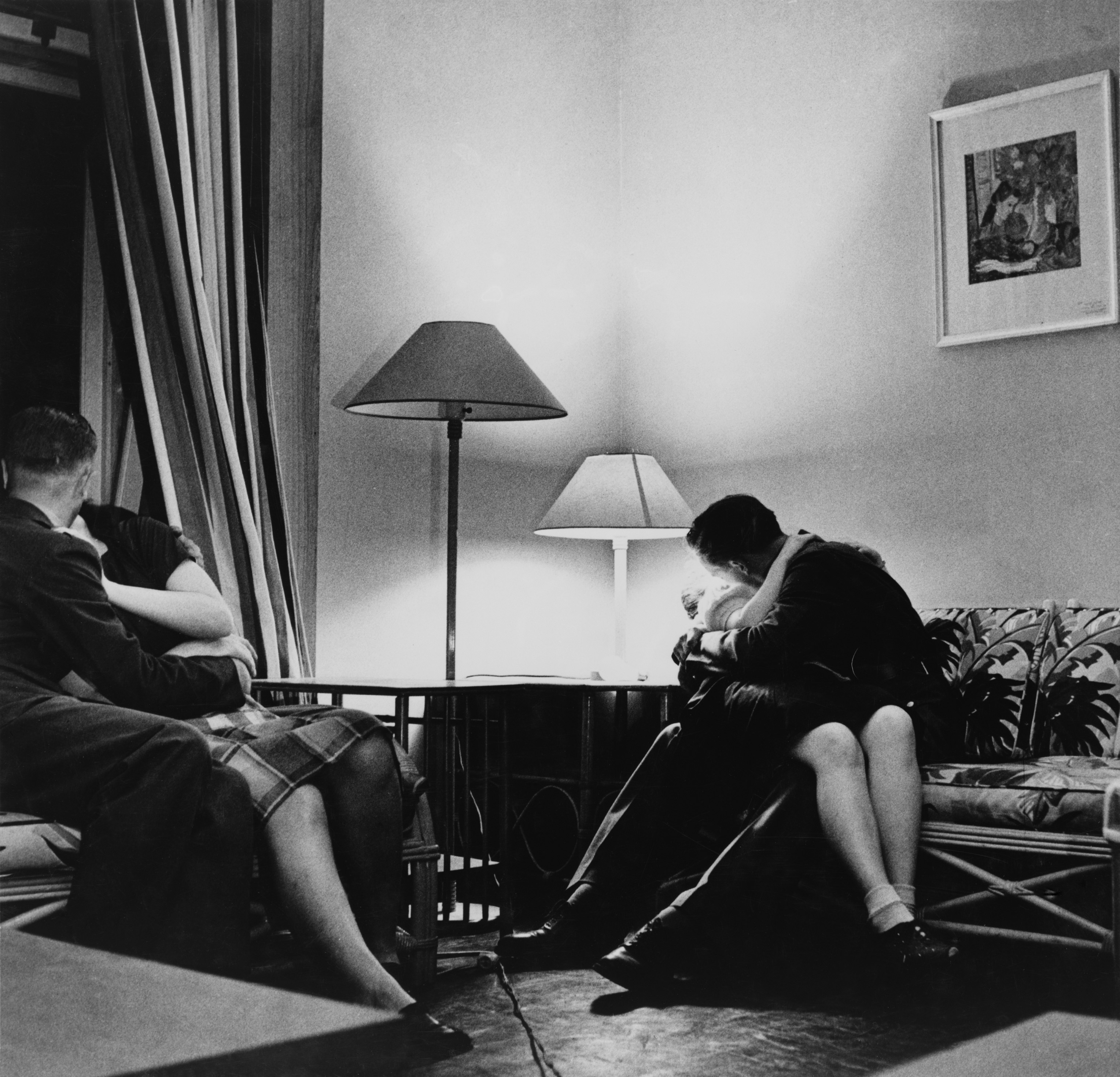
Esther Bubley: Zwei küssende Paare, Arlington, Virginia, 1943

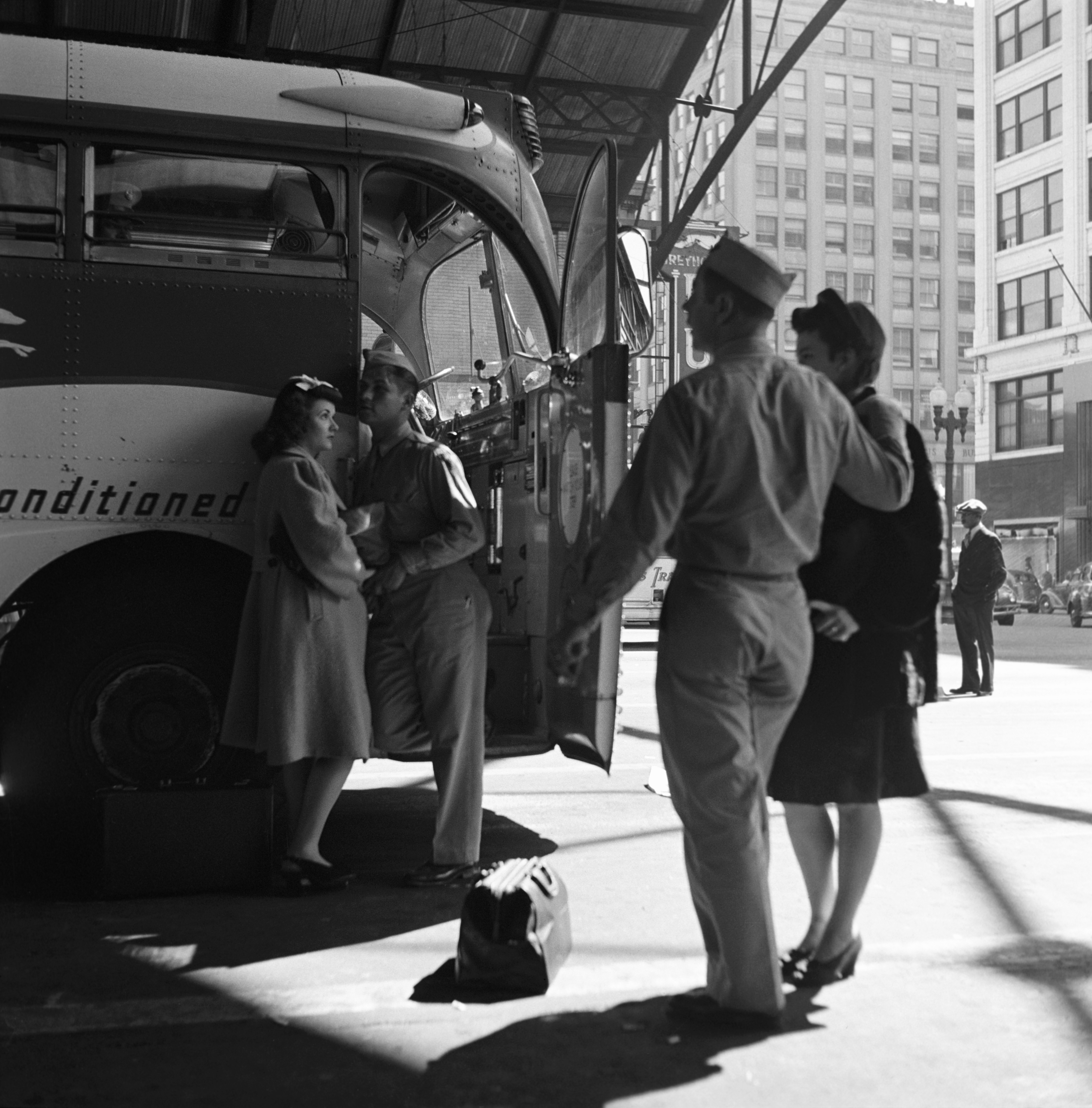
Soldaten mit Mädchen vor einem Greyhoundbus, Indianapolis, 1943

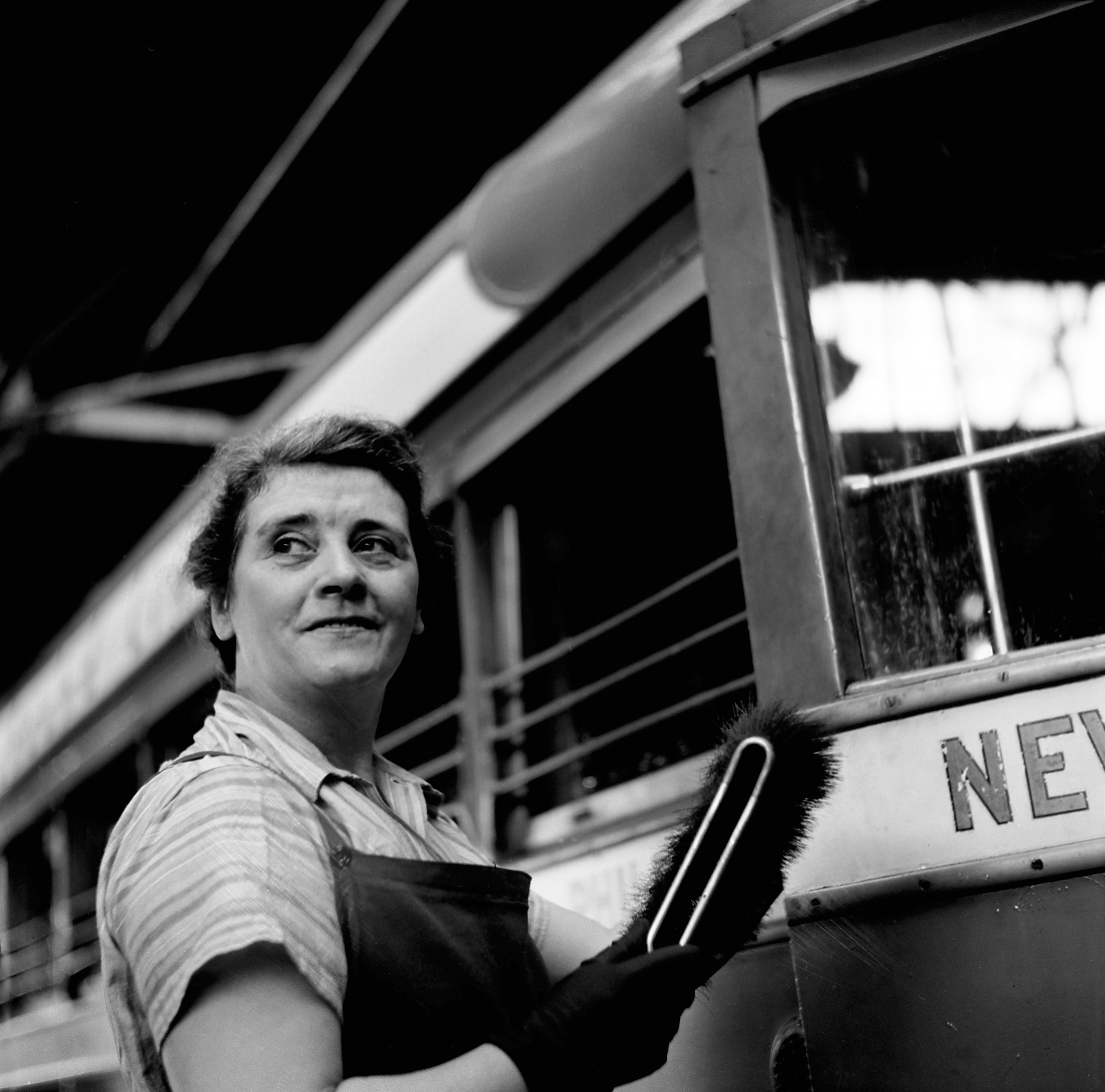
Buswaschanlagen, Greyhoundgarage, Pittsburg, 1943

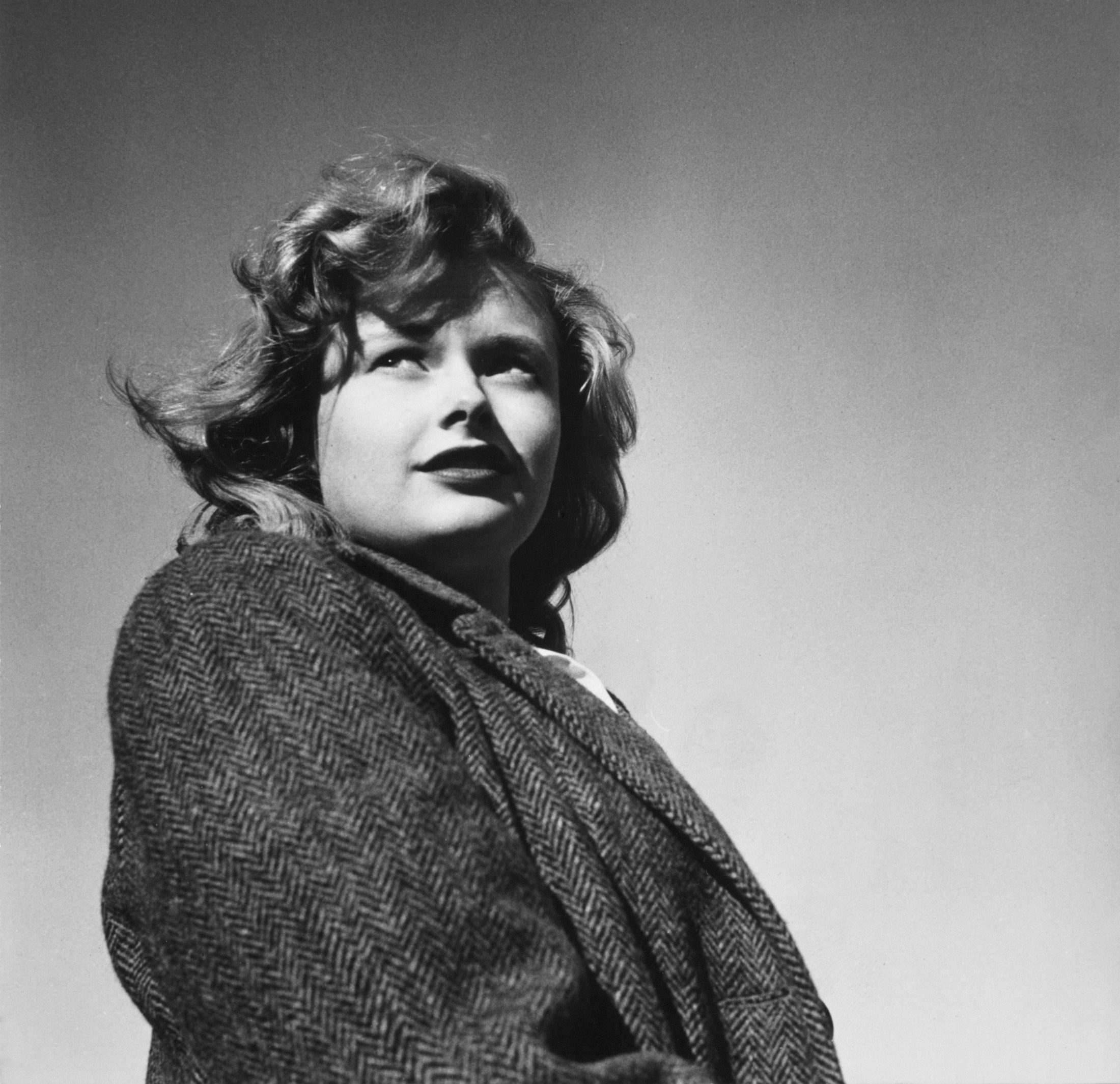
Eine Schülerin an der Woodrow Wilson High School, Washington DC, 1943

Esther Bubley (* 16. Februar 1921 in Phillips, Wisconsin; † 16. März 1998 in New York City) war eine US-amerikanische Fotografin. Ihre Spezialisierungen waren expressive Fotografie und der Alltag von gewöhnlichen Menschen.

## Leben und Karriere
Esther Bubley wurde am 16. Februar 1921 in Philips geboren. Sie war das vierte Kind der russisch-jüdischen Immigranten Louis und Ida Bubley. 1936, als Bubley die Central High School in Superior (Wisconsin) besuchte, wurde das Life Magazin erstmals veröffentlicht. Durch dieses und insbesondere die Bilder der Weltwirtschaftskrise der Farm Security Administration entwickelte sie ihre Leidenschaft für den Fotojournalismus und die Dokumentarfotografie. Als Chefredakteurin des Jahrbuchs ihres Colleges versuchte sie den Stil des Life Magazins nachzuahmen. Nach der Highschool verbrachte Bubley zwei Jahre an der heutigen University of Wisconsin-Superior, bevor sie sich für das einjährige Fotografieprogramm an dem heutigen Minneapolis College of Art and Design einschrieb.
1941 übersiedelte Bubley nach dem Collage nach Washington, D.C., wo sie Arbeit als Fotografin suchte. Da sie zunächst nicht fündig wurde, übersiedelte sie nach New York City, wo sie einen Posten beim Vogue Magazin bekam. Da ihr die Arbeit nicht gefiel, übersiedelte sie bereits 1942 zurück nach Washington, wo sie eine Stelle als Mikrofilmer an der National Archives and Records Administration angeboten bekam.
Im Herbst 1942 stellte sie Roy Striker als Dunkelkammerassistentin an der Office of War Information (OWI) an. Dank der  Unterstützung von Stryker und anderen Vorgesetzten bekam Bubley einen Posten als Fotografin, um das Leben an der Heimatfront während des Krieges zu dokumentieren. Ihre herausforderndste Arbeit dabei war eine Serie über das Bussystem im mittleren Westen und Süden.
Ende 1943 verließ Bubley gemeinsam mit Stryker und anderen Fotografen die OWI und arbeitete mit ihnen für Standard Oil an Projekten. Ihre Serie „Bus Story“ für die Firma gewann den Preis für die beste Bildsequenz bei dem Contest der Encyclopædia Britannica und der University of Missouri in der Kategorie „News Pictures of the Year“ im Jahr 1948. In dieser Zeit heiratete sie Edwin Locke, Strykers Verwaltungschef, ließ sich aber kurz danach wieder von ihm scheiden.
Ab 1947 arbeitete Bubley nicht mehr nur für Stryker und Standard Oil. Sie begann nebenbei für das Children’s Bureau, einer Kinder-Wohltätigkeitsorganisation, zu arbeiten. In den folgenden Jahren steuerte sie tausende Bilder zu den Arbeiten der Organisation bei. Ihre Fotos erschienen auf mehr als dreißig Titelseiten der Zeitschrift „The Child“.
1949 gewann Bubley zum zweiten Mal den Fotokontest der Encyclopædia Britannica und der University of Missouri School of Journalism mit einem Bericht über Geisteskrankheit im Ladies' Home Journal. Sie arbeitete weiter für das Journal und produzierte mehrere Artikel für die Serie „How America Lives“, welche zwischen 1948 und 1060 publiziert wurde.
1951 begann sie als freie Mitarbeiterin für das Life Magazin zu arbeiten. Sie steuerte etwa vierzig Artikel und zwei Titelgeschichten im Laufe ihrer Mitarbeit bei. Sie war damit eine der ersten Frauen, welche erfolgreich als freie Mitarbeiterin bei einem großen Magazin angestellt war. Außerdem produzierte Bubley in diesem Jahr eine bemerkenswerte Serie über das Children’s Hospital of Pittsburgh für Stryker, welcher zu dieser Zeit für die Fotobibliothek von Pittsburgh verantwortlich war. Edward Steichen, zu dieser Zeit Direktor der Fotografie am Museum of Modern Art in New York City, verwendete im Jahr 1952 dreizehn Fotos aus der Serie über das Kinderspital in Pittsburgh für die Ausstellung „Diogenese with a Camera“. Diese Fotoserie führte auch dazu, dass sie öfter medizinische Themen in ihren Projekten behandelte. 1953 wurde sie von UNICEF und der französischen Regierung beauftragt um nach Marokko zu reisen und dort eine Dokumentation über Trachome aufzunehmen. Eines der dort geschossenen Fotos reichte Bubley 1954 bei dem „Photography Magazine“ ein, wo sie als erste Frau den Wettbewerb gewann.
Im Jahr 1955 wurde ihre Arbeit von Steichen in der Ausstellung The Family of Man aufgenommen.
Ein Jahr später wurde sie von Pepsi Cola angestellt, um Lateinamerika für das Magazin Panorama der Firma darzustellen.
Mitte der 1960er Jahre wurde Bubley zweimal von Pan American World Airways um die Welt geschickt, um Bilder für deren Fotosammlung zu machen.
In den späten 1960er Jahren, als der Verkauf von Fotozeitschriften sank, reduzierte Bubley ihre Tätigkeiten und reiste nicht mehr so viel um die Welt. Stattdessen verbrachte sie mehr Zeit daheim in New York City, wo sie Projekte von persönlichen Interesse verfolgte und zwei Kinderbücher über Tiere herausbrachte sowie ein Buch über Makrofotografie von Pflanzen.
Morgens war sie immer mit ihrem Hund im Central Park unterwegs, machte Fotos und Notizen, mit welchen sie ein Buch über den Park verfassen wollte. 1991 verlieh ihr das Minneapolis College of Art and Design ein Ehrendoktorat. 1998 starb Bubley an Krebs in New York City.
2001 wurde eine Ausstellung über Bubleys Werke in der UBS Art Gallery in New York City gezeigt. 2005 veröffentlichte die Aperture Foundation eine Monografie über Bubley, Esther Bubley. On Assignment von Bonnie Yochelson und Tracy A. Schmid, Archivar des Bubley Nachlasses. 2010 wurde eine weitere Monographie von dem „Library of Congress“ über Bubley veröffentlicht: Fields of Vision. The Photographs of Esther Bubley.

## Auszeichnungen
- 1943 Distinctive Merit vom Art Directors Club.
- 1948 und 1949 Erste Plätze von der School of Journalism (University of Missouri) und der Encyclopædia Britannica.
- 1951 Dritter Platz vom Life Magazine Wettbewerb für junge Fotografen.
- 1954 Erster Platz vom Photography Magazine, Internationaler Wettbewerb, .
- 1958 Erster Platz vom Art Directors Club, .
- Ehrendoktorat der Minneapolis College of Art and Design, 1991.

## Ausgewählte Ausstellungen
- In and Out of Focus. Museum of Modern Art, New York, NY, 1948.
- Six Women Photographers. Museum of Modern Art, New York, NY, 1950.
- Diogenes with a Camera. Museum of Modern Art, New York, NY, 1952.
- Family of Man. Museum of Modern Art, New York, NY, 1955.
- Esther Bubley. Limelight Gallery, New York, NY, 1956.
- Out of the Forties. Amon Carter Museum, Fort Worth, TX, 1983.
- Documenting America, 1935–1943. Library of Congress, Washington, D.C., 1988.
- On Assignment. Documentary Photographs from the 1930s and 1940s by Marion Post Wolcott and Esther Bubley. Art Institute of Chicago, Chicago, IL, 1989.
- Esther Bubley. On Assignment, Photographs Since 1939. University at Buffalo, Buffalo, NY, 1990.
- Photographs by Esther Bubley. Phillips Collection, Washington, D.C., 1995.
- The American Century. Art & Culture 1900–1950. Whitney Museum of American Art, New York, NY, 1999.
- Esther Bubley. American Photojournalist. UBS Art Gallery, New York, NY, 2001.
- Breaking the Frame. Pioneering Women in Photojournalism. Museum of Photographic Arts, San Diego, CA, 2006.
- Children’s Hospital 1951. Photographs by Esther Bubley. Frick Art & Historical Center, Pittsburgh, PA, 2009.

## Film
- Esther Bubley: A Life in Photography auf YouTube ein kurzes Dokumentationsvideo, 9 min
- That's Pediatrics Dokumentationsvideo über Bubleys Bilder des Children’s Hospital of Pittsburgh, 22 min